# سندی ریچاردز
سندی ریچاردز (انگلیسی: Sandie Richards؛ زادهٔ ۶ نوامبر ۱۹۶۸) دونده اهل جامائیکا است.